# Langston (Alabama)
Langston és una població dels Estats Units a l'estat d'Alabama. Segons el cens del 2000 tenia 254 habitants.

## Demografia
Segons el cens del 2000, Langston tenia 254 habitants, 109 habitatges, i 80 famílies. La densitat de població era de 19,5 habitants/km².
Dels 109 habitatges en un 21,1% hi vivien nens de menys de 18 anys, en un 61,5% hi vivien parelles casades, en un 9,2% dones solteres, i en un 25,7% no eren unitats familiars. En el 25,7% dels habitatges hi vivien persones soles el 12,8% de les quals corresponia a persones de 65 anys o més que vivien soles. El nombre mitjà de persones vivint en cada habitatge era de 2,33 i el nombre mitjà de persones que vivien en cada família era de 2,74.
Per edats la població es repartia de la següent manera: un 19,3% tenia menys de 18 anys, un 6,3% entre 18 i 24, un 22,4% entre 25 i 44, un 35% de 45 a 60 i un 16,9% 65 anys o més.
L'edat mediana era de 46 anys. Per cada 100 dones hi havia 91 homes. Per cada 100 dones de 18 o més anys hi havia 89,8 homes.
La renda mediana per habitatge era de 33.333 $ i la renda mediana per família de 42.344 $. Els homes tenien una renda mediana de 26.750 $ mentre que les dones 29.375 $. La renda per capita de la població era de 16.266 $. Aproximadament el 2,7% de les famílies i el 6,7% de la població estaven per davall del llindar de pobresa.

## Poblacions més properes
El següent diagrama mostra les poblacions més properes.